# Dungannon, propriété du colonel O'Kelly, peint dans un paddock avec un mouton
Dungannon, propriété du colonel O'Kelly, peint dans un paddock avec un mouton (anglais : Dungannon with a Lamb) est une peinture à l'huile sur toile du peintre anglais George Stubbs, créée en 1793, et conservée dans la collection du comte d'Halifax. 
Il représente le cheval de course Dungannon, de couleur baie, debout de profil près d'un mouton qui était son compagnon de pré.

## Réalisation
Ce tableau est une commande de la Turf Gallery, une collection de peinture et de gravures des chevaux de course les plus célèbres de leur temps, en vue d'une exposition en 1794 et de la création subséquente d'une gravure,. Il est créé peu de temps avant l'ouverture de la Turf Gallery en janvier 1794.
Dungannon, sujet de ce tableau, est un Pur-sang bai né en 1780, fils d'Eclipse, élevé par le colonel O'Kelly. Ce dernier a eu trois chevaux qui sont entrés dans la Turf Gallery.
En français, cette peinture s'intitule Dungannon, propriété du colonel O'Kelly, peint dans un paddock avec un mouton. Le catalogue de la Turf Gallery précise les circonstances de la création du tableau : un agneau qui s'est séparé de son troupeau a pris l'habitude de côtoyer le cheval Dungannon, puis son éleveur a pris la décision de le laisser avec le cheval. Au fil du temps, les deux animaux sont devenus inséparables,.

## Description
C'est le double portrait d'un cheval et d'un mouton, qui porte sur son pelage les lettres D.O.K..
L’œuvre mesure 99 × 126 cm ; il s'agit d'une peinture à l'huile sur toile. Le tableau est daté et signé en bas à droite, sous la forme Geo: Stubbs pinxit / 1793.

## Historique
Ce tableau est vendu avec tout le studio de George Stubbs en 1807, ce studio contenant toutes les oeuvres créées pour l Turf Gallery. Il arrive dans la collection du comte de Rosebery, puis par leg dans la collectipon du troisième comte d'Halifax.
Il se trouve désormais dans la collection du comte d'Halifax.